# Категория Примера Ц
Категория Примера Ц (на испански: Categoría Primera C) е третата дивизия на колумбийския футбол, провеждана в периода 1991-2010 г.

## История
Първенството е създадено и първоначално администрирано от Димайор. В него участват предимно аматьорски тимове и дублиращите отбори на някои от представителите на професионалния футбол. Последният шампионат, администриран от Димайор е през 2001 г. След едногодишно прекъсване надпреварата е подновена, но този път под егидата на Дифутбол. Между 1991 и 2001 г. първенството е свързано с горните две - професионални - дивизии и отборите могат да печелят промоция за Категория Примера Б или да изпадат от нея. След това тази система е преустановена.

## Шампиони[1]
| Година | Шампион                       |
| ------ | ----------------------------- |
| 1991   | Мийонариос Б                  |
| 1992   | не се провежда                |
| 1993   | Унион Магдалена Б             |
| 1994   | Фероклуб                      |
| 1995   | Кооперамос Толима             |
| 1996   | Америка де Кали Б             |
| 1997   | Ескуела Карлос Сармиенто Лора |
| 1998   | Америка де Кали Б             |
| 1999   | Депортиво Перейра Б           |
| 2000   | ФК Чико                       |
| 2001   | Индепендиенте Меделин Б       |
| 2002   | не се провежда                |
| 2003   | Онсе Калдас Б                 |
| 2004   | Депортиво Кали Б              |
| 2005   | не се провежда                |
| 2006   | Пас и Футуро                  |
| 2007   | Бока Хуниорс де Соледад       |
| 2008   | Мийонариос Б                  |
| 2009   | Палмарес                      |
| 2010   | Гобернасион - Електроуила     |